# Madoce aroa
Madoce aroa là một loài bướm đêm trong họ Erebidae.